# Sune – Best Man
Sune – Best Man er en svensk familiefilm fra 2019 instrueret af Jon Holmberg. Filmen er baseret på Sune-serien af Anders Jacobsson og Sören Olsson.

## Handling
Sunes klasse skal på hemmelig klassetur. Sune og Sofie ser frem til at være sammen, da Sune pludselig indser at turen er samme weekend som morfars bryllup. Sune har svært ved at bestemme sig, da han gerne vil være med begge steder, og samtidigt opstår der også problemer mellem både Sunes forældre og mellem morfar og hans kommende brud.

## Medvirkende
- Elis Gerdt som Sune
- Baxter Renman som Håkan
- Tea Stjärne som Anna
- Sissela Benn som Karin
- Fredrik Hallgren som Rudolf
- Lily Wahlsteen som Sophie
- Louise Ryme som Tove
- Tomas von Brömssen som morfar Helmer
- Marika Lindström som fru Inger
- Jonatan Rodriguez som Matte
- Carina M. Johansson som Cissi Skvaller
- Christoffer Nordenrot som politibetjent
- Maria Nohra som politibetjent